# Freestyle ai XVII Giochi olimpici invernali
Ai XVII Giochi olimpici invernali del 1994 a Lillehammer (Norvegia), vennero assegnate medaglie in quattro specialità del freestyle.

## Gare maschili

### Gobbe
| Posizione | Atleta            | Nazione | Punti |
| --------- | ----------------- | ------- | ----- |
| 1         | Jean-Luc Brassard | Canada  | 27,24 |
| 2         | Sergej Šuplecov   | Russia  | 26,90 |
| 3         | Edgar Grospiron   | Francia | 26,64 |

### Salti
| Posizione | Atleta               | Nazione  | Punti  |
| --------- | -------------------- | -------- | ------ |
| 1         | Andreas Schönbächler | Svizzera | 234,67 |
| 2         | Philippe Laroche     | Canada   | 228,63 |
| 3         | Lloyd Langlois       | Canada   | 222,44 |

## Gare femminili

### Gobbe
| Posizione | Atleta                | Nazione     | Punti |
| --------- | --------------------- | ----------- | ----- |
| 1         | Stine Lise Hattestad  | Norvegia    | 25,97 |
| 2         | Elizabeth McIntyre    | Stati Uniti | 25,89 |
| 3         | Elisabeta Kojewnikowa | Russia      | 25,81 |

### Salti
| Posizione | Atleta            | Nazione    | Punti  |
| --------- | ----------------- | ---------- | ------ |
| 1         | Lina Čerjazova    | Uzbekistan | 166,84 |
| 2         | Marie Lindgren    | Svezia     | 165,88 |
| 3         | Hilde Synnöve Lid | Norvegia   | 164,13 |

## Medagliere per nazioni
| Pos | Nazione     | Oro | Argento | Bronzo | Totale |
| --- | ----------- | --- | ------- | ------ | ------ |
| 1   | Canada      | 1   | 1       | 1      | 3      |
| 2   | Norvegia    | 1   | 0       | 1      | 2      |
| 3   | Uzbekistan  | 1   | 0       | 0      | 1      |
| 3   | Svizzera    | 1   | 0       | 0      | 1      |
| 6   | Russia      | 0   | 1       | 1      | 2      |
| 6   | Stati Uniti | 0   | 1       | 0      | 1      |
| 6   | Svezia      | 0   | 1       | 0      | 1      |
| 8   | Francia     | 0   | 0       | 1      | 1      |